# Pisciotta
Pisciotta là một đô thị (comune) thuộc tỉnh Salerno trong vùng Campania của Ý. Pisciotta có diện tích 30 km², dân số là 3031 người (thời điểm 2001).